# Music Genome Project
 (décembre 2016).
Le Music Genome Project a été conçu par Will Glaser et Tim Westergren fin 1999. 

## Historique
En janvier 2000, Will Glaser et Tim Westergren se sont associés avec Jon Kraft pour fonder Savage Beast Technologies et ainsi poser leurs idées sur le marché. Le Music Genome Project est un effort pour « capturer l’essence de la musique à son niveau le plus fondamental » en utilisant plus de 450 attributs pour décrire des chansons et un algorithme mathématique complexe pour les organiser. Le
Music Genome Project est composé de cinq sous-génomes : Pop / Rock, Hip-Hop / Electronica, Jazz, Musique du monde et Classique. Sous la direction de Nolan Gasser et une équipe d'experts en musicologie, les attributs initiaux ont été affinés et étendus ultérieurement.

## Description
Une chanson donnée est représentée par un vecteur contenant des valeurs pour approximativement 450 « gènes » (analogues aux gènes déterminant les traits pour les organismes dans le domaine de la génétique, bien qu'on ait démontré que cette méthodologie ressemble davantage à la phylogénie). Chaque gène correspond à une caractéristique de la musique, par exemple, le sexe du chanteur, l'utilisation répandue du groove, le niveau de distorsion sur la guitare électrique, le type de chant, etc. 
Les chansons Rock et Pop ont 150 gènes, les chansons de rap en ont 350, et les chansons de jazz en possèdent environ 400. D'autres genres de musique, comme la musique du monde et le classique, ont de 300 à 450 gènes. Le système dépend d'un nombre suffisant de gènes pour rendre des résultats pertinents. Chaque gène est assigné à un numéro entre 0 et 5, avec des incréments de demi-entier. La base de données du Music Genome Project est construite en utilisant une méthodologie qui comprend l'utilisation d'une terminologie précisément définie, d'un cadre de référence cohérent, d'une analyse redondante et d'un contrôle de qualité continu afin de garantir une haute fiabilité de l'intégrité des données.
Après l'analyse du schéma d'une ou de plusieurs chansons, une liste d'autres chansons similaires est générée à l'aide de ce que la compagnie appelle son « algorithme d'appariement ». Chaque chanson est analysée par un musicien dans une démarche qui prend 20 à 30
minutes par chanson. Dix pour cent des chansons sont analysées par plus d'un musicien pour assurer la conformité avec les normes internes et la fiabilité des statistiques.
Le Music Genome Project a été développé dans son intégralité par Pandora Media et reste la technologie de base utilisée pour programmer ses stations de radio en ligne en réponse aux désirs de ses utilisateurs. Bien qu'il y ait eu un moment où la compagnie a autorisé
l’usage de cette technologie par d'autres, ils limitent aujourd'hui son utilisation pour leurs propres utilisateurs seulement.
En raison des restrictions relatives aux licences, Pandora n'est disponible que pour les utilisateurs résidant aux États-Unis, en Australie ou en Nouvelle-Zélande, vérifiés par le logiciel de géolocalisation de Pandora.

## Propriété intellectuelle
Music Genome Project est une marque déposée aux États-Unis. La marque appartient à Pandora Media, Inc.
Music Genome Project est protégé par le brevet des États-Unis no 7003515. Ce brevet déclare William T. Glaser, Timothy B. Westergren, Jeffrey P. Stearns et Jonathan M. Kraft comme les inventeurs de cette technologie. Le brevet a été attribué par les détenteurs à Pandora Media, Inc. 
La liste complète des attributs des chansons individuelles n'est pas publiée et constitue apparemment un secret commercial. 